# زیردریایی یو-۲۹۶
زیردریایی یو-۲۹۶ (به انگلیسی: German submarine U-296) یک زیردریایی بود که طول آن ۶۷٫۱۰ متر (۲۲۰ فوت ۲ اینچ) بود. این زیردریایی در سال ۱۹۴۳ ساخته شد.